# Lomographa glomeraria
Lomographa glomeraria là một loài bướm đêm trong họ Geometridae.